# شهرستان موروزوفسکی
شهرستان موروزوفسکی (به لاتین: Morozovsky District) یک شهرستان در روسیه است که در استان روستوف واقع شده‌است.